# ميثانثيول
الميثانثيول (أو ثيول الميثان) هو مركب عضوي له الصيغة الكيميائية CH3SH. وهو غاز عديم اللون له رائحة كريهة مميزة تشبه رائحة البيض الفاسد. وهو مادة طبيعية تتواجد في الدم والدماغ في البشر والحيوانات، وكذلك في الأنسجة النباتية. ويتم التخلص منها من خلال البراز عند الحيوانات. كما يتواجد بشكل طبيعي في بعض الأطعمة، مثل بعض المكسرات والجبن. وهو واحد من المركبات الرئيسية المسؤولة عن رائحة الفم الكريهة ورائحة غازات البطن. الميثانيثيول يصنف على أنه ثيول ويختصر بـ MeSH وهو قابل للاشتعال جداً.
الميثانثيول يُستخدم أساساً لإنتاج الميثيونين، والذي يستخدم كعنصر غذائي في الدواجن والعلف الحيواني. الميثانثيول يستخدم أيضاً في صناعة البلاستيك كمسؤول عن البلمرة الحرة الراديكالية. وأيضاً في صناعة المبيدات.
من اهم الإستخدامات هو للدلالة على تسريب غاز الطبخ. والسبب هو قدرة الأنف البشري على تمييز هذه الرائحة حتى بتركيز منخفض جدا. وهذا يساعد على التنبيه من حصول تسرب غاز الطبخ في المنازل.